# Lingote couro de boi

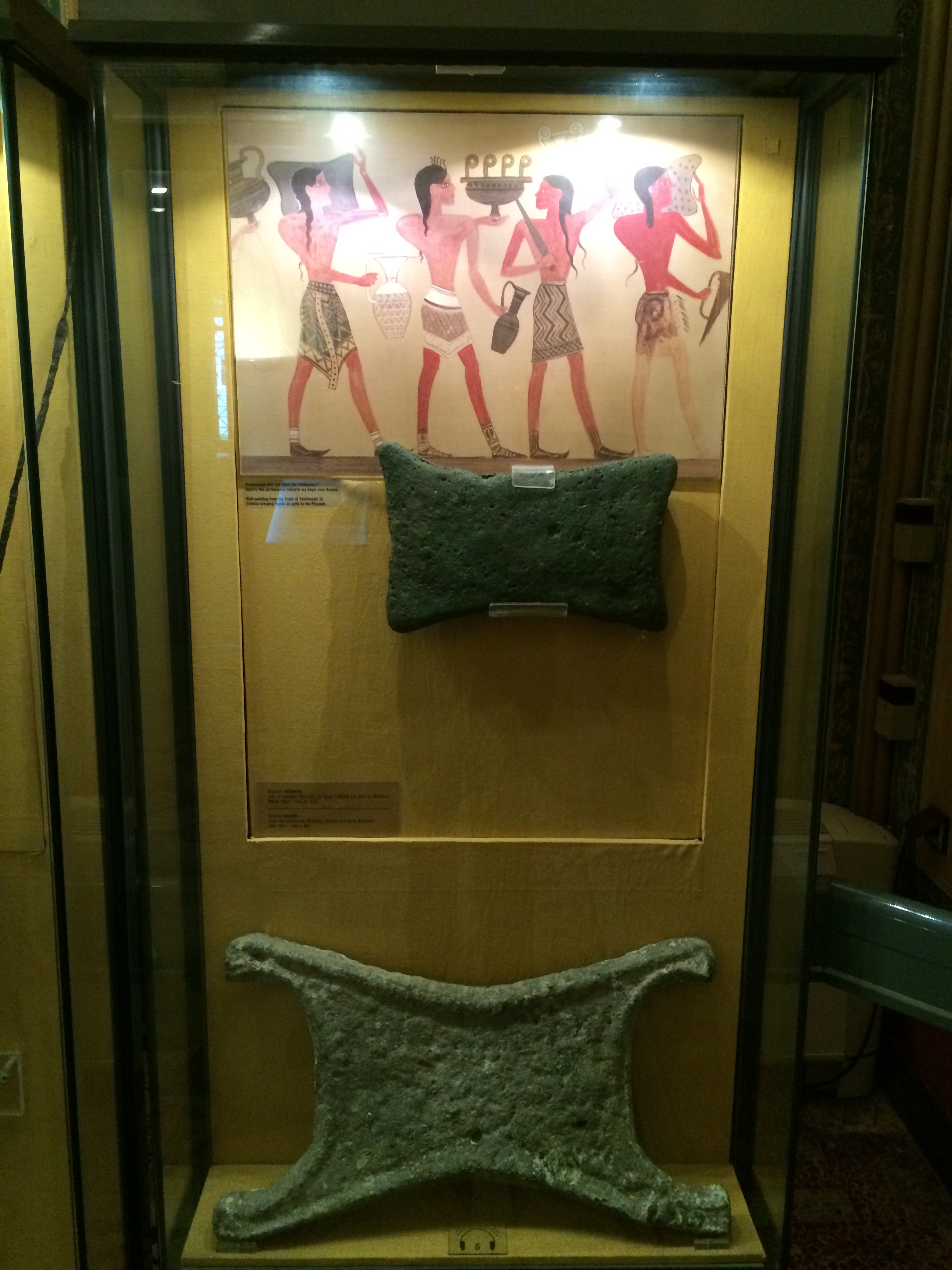
Lingotes no Museu Numismático de Atenas, Grécia

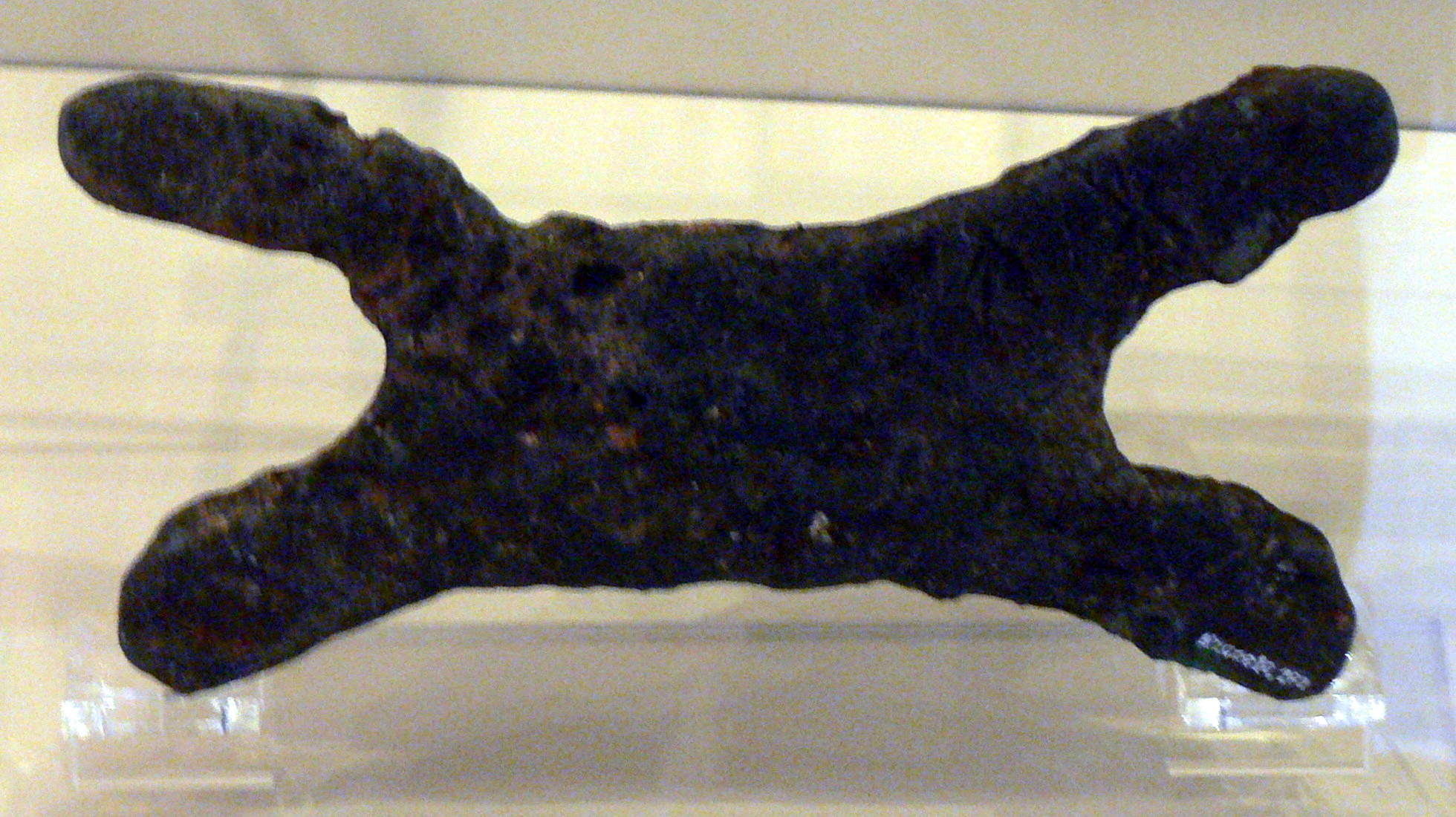
Lingote encontrado no Chipre, século XII a.C.

Lingotes couro de boi são placas de metal, geralmente de cobre mas às vezes de estanho, produzidas e distribuídas durante a Idade do Bronze Recente do mar Mediterrâneo. Sua forma se assemelha a pele de um boi com uma alça saliente em cada um dos quatro cantos do lingote. Os produtores de lingotes provavelmente concebiam estas saliências para fazer os lingotes facilmente transportáveis nas costas dos animais de carga.
Lingotes couro de boi completos ou parciais, foram descobertos na Sardenha, Creta, Peloponeso, Chipre, Canatelo na Sicília, Boğazköy na Turquia (Hatusa, antiga capital hitita), Cantir-Piramesse no Egito e Sozopol na Bulgária. Arqueólogos recuperaram muitos lingotes couro de boi de dois naufrágios na costa da Turquia (um em Uluburum e um no Cabo Gelidônia).

## Contexto
O aparecimento dos lingotes couro de boi no registro arqueológico corresponde com o começo do comércio em massa de cobre no Mediterrâneo - aproximadamente 1 600 a.C. O mais antigo lingote encontrado vêm de Creta e é datado do Minoano Recente IB; o mais recente foi encontrado na Sardenha e é datado de aproximadamente 1 000 a.C. O comércio de cobre foi largamente marítimo: os principais sítios onde lingotes couro de boi são encontrados são no mar, na costa e em ilhas.
É incerto se os lingotes couro de boi serviram como uma forma de moeda. Lingotes encontrados em escavações em Micenas são agora parte das exposições do Museu Numismático de Atenas. Cemal Pulak argumenta que os pesos dos lingotes de Uluburum são semelhantes o suficiente para ter permitido "um rude mas rápido cálculo de uma determinada quantidade prévia de metal bruto para pesagem". Mas George Bass propõe, através dos lingotes de Gelidônia, cujos pesos são aproximadamente os mesmos se um tanto menores do que os pesos dos lingotes de Uluburum, que os pesos não foram uniformes e portanto os lingotes não eram moeda.
Outra teoria é que a forma de couro de boi, bem como a forma de pão que alguns lingotes tomam, foi uma indicação visual que o lingote à mão é parte de um comércio legítimo. Na Sardenha, fragmentos de lingotes tem sido encontrados em hordas com lingotes de pão e sucata de metal e, em alguns casos, em uma oficina de metalurgia. Citando evidências, Vasiliki Kassianidou argumenta que os lingotes couro de boi "foram feitos para serem usados em vez de serem mantidos como bens de prestígio".

### Naufrágio de Uluburum

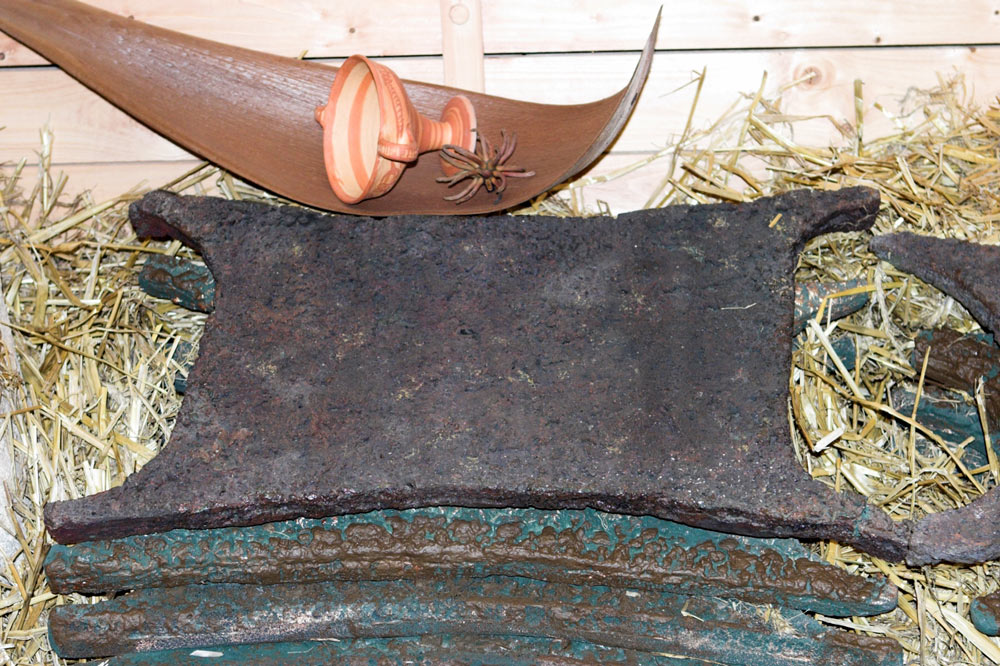
Lingote encontrado no Naufrágio de Uluburum

Em 1982, um mergulhador descobriu um naufrágio ao largo da costa de Uluburum, na Turquia. O navio continha 317 lingotes couro de boi de cobre, 36 com apenas saliências nos cantos, 121 em forma de pão, e cinco em forma de travesseiro. Os lingotes couro de boi (lingotes com duas ou quatro protuberâncias) variam em peso entre 20.1-29.5 quilos após serem limpos de sua corrosão. Estes lingotes foram encontrados empilhados em quatro linhas a seguir um padrão de espinha de peixe. As laterais lisas dos lingotes estavam viradas para baixo, e a camada mais baixa repousava no matagal. Há três lingotes inteiros de estanho, e há muitos lingotes de estanho cortados em quartos ou metades, com suas protuberâncias laterais ainda intactas.
Além dos lingotes de metal, a carga incluía marfim, jóias de metal, e cerâmica micênica, cipriota e cananeia. Através de dados dendrocronológicos da lenha do navio foi possível estabelecer uma data de cerca de 1 300 a.C. Mais de 160 lingotes couro de boi de cobre, 62 lingotes em forma de pão, e alguns dos lingotes couro de boi de estanho tem marcas incisas normalmente em seus lados ásperos. Algumas destas marcas - assemelhando-se a peixes, remos e barcos - relaciona-os com o mar, e eles foram provavelmente incisos após a fundição, quando o lingote foi recebido ou exportado.
Recentemente Yuval Goren propôs que as dez toneladas de lingotes de cobre, uma tonelada de lingotes de estanho, e a resina armazenada nos frascos cananeus a bordo do navio eram um pacote completo. Os destinatários do cobre, estanho e da resina teriam usado estes materiais para fundição de bronze através da técnica cera perdida.

### Cabo Gelidônia
No início da década de 1950, mergulhadores encontraram os restos de um naufrágio no Cabo Gelidônia, ao largo da costa da Turquia. Os restos incluíam uma quantidade substancial de lingotes couro de boi de cobre: 34 completos, cinco pela metade e 12 cantos, e 75 quilos de fragmentos aleatórios. Vinte e quatro  lingotes completos de cobre têm marcas em seus centros - geralmente de um círculo que contém intersecção de linhas. Estas estampas foram provavelmente feitas quando o metal estava suave. Além disso, o navio continha numerosos lingotes de cobre em forma de pão, completos e incompletos, barras retangulares de estanho, e ferramentas agrícolas cipriotas feitas com sucata de bronze. Dados radiocarbônicos obtidos através do matagal do navio dá uma data aproximada de 1 200 a.C.

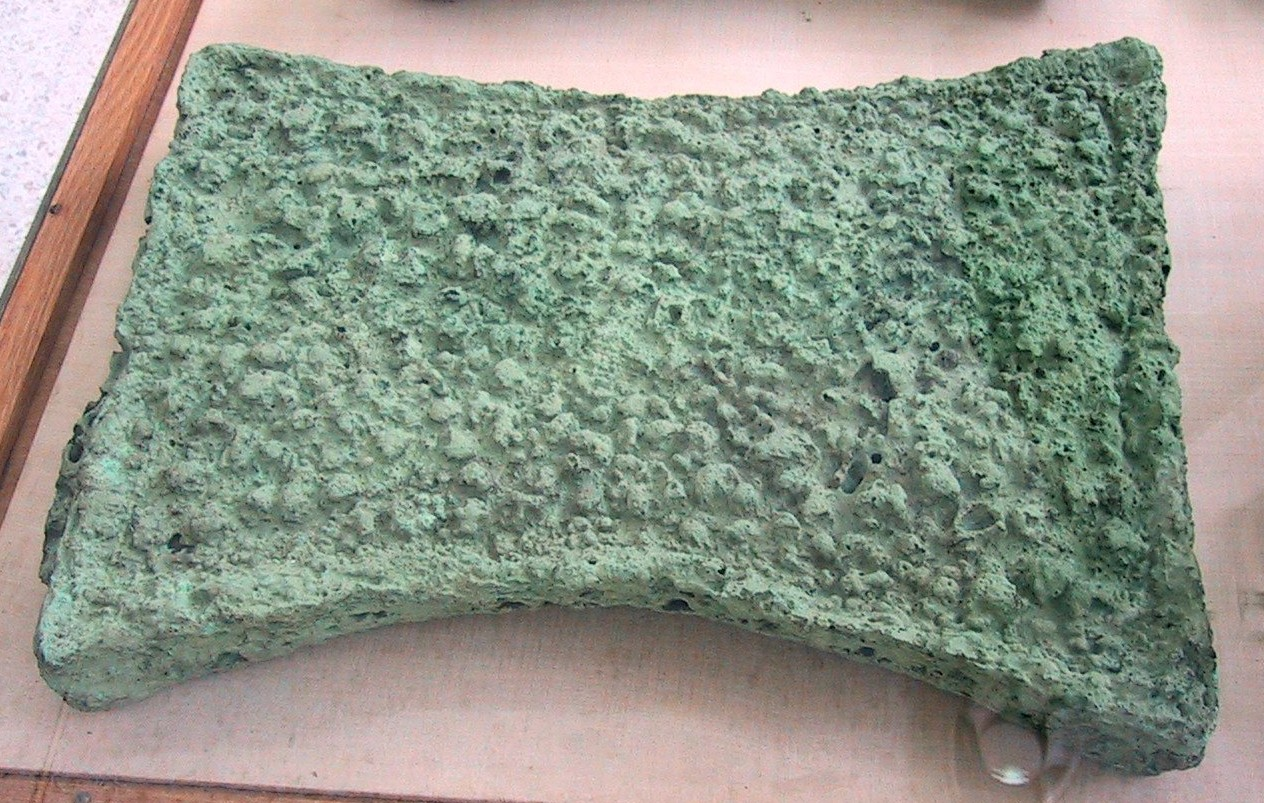
Lingote encontrado em Cato Zacro, Creta

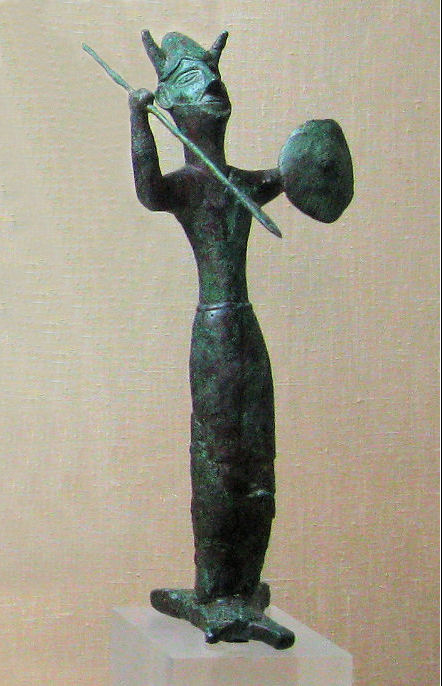
Protetor do lingote, Encomi, Chipre

### Conexões egípcias
Enquanto apenas um fragmento de lingote foi recuperado do Egito (no contexto de uma oficina de fundição da Idade do Bronze Recente), há uma grande variedade de cenas pintadas no Egito que mostram lingotes couro de boi. A mais antiga cena é datada do século XV a.C. e a mais recente do século XII a.C.. Os lingotes exibem as suas saliências típicas, e pintura vermelha (o que sugere que eles eram de cobre) é preservada neles. As legendas que acompanham as cenas explicam que os homens que trazem os lingotes vêm do norte, especialmente Retnu (Síria) e Ceftiu (Creta). Eles são mostrados sendo carregados nos ombros dos homens, reunidos com outras mercadorias em armazéns, ou como parte de cenas em oficinas de fundição. Em uma relíquia de Carnaque, o faraó Amenófis II é visto andando de biga e espetando um lingote com cinco flechas; uma legenda laudatória enfatiza a força do faraó.
Várias das "Cartas de Amarna" datadas de meados do século XIV a.C. referem-se a centenas de talentos de cobre - além de mercadorias, tais como dentes de elefantes e lingotes de vidro - enviados do Reino de Alaxia para o Egito. Alguns estudiosos identificam Chipre como Alaxia. Em particular, a carga de Uluburum é similar aos produtos que, de acordo com as cartas, Alaxia enviou para o Egito.

## Composição e microestrutura
Tipicamente os lingotes couro de boi de cobre são altamente puros (aproximadamente 99% cobre) com um teor de oligoelementos de menos de 1% por quilo. Os poucos lingotes de estanho que estiveram disponíveis para estudo são também excepcionalmente puros. Análise microscópica dos lingotes de cobre de Uluburum revela que eles são altamente porosos. Isto característica é resultado da efervescência de gases como o metal fundido arrefecido. Inclusão de escória também está presente. Sua existência implica que escória não foi completamente removida a partir do metal fundido e, portanto, que os lingotes foram feitos a partir de cobre refundido.
Observação macroscópica dos lingotes de cobre de Uluburum indicam que eles foram moldados através de múltiplas derramas; há camadas distintas de metal em cada lingote. Outrossim o peso e a pureza relativamente altas dos lingotes seria difícil de conseguir mesmo hoje em apenas uma derrama. A porosidade dos lingotes de cobre e a natural fragilidade do estanho sugerem que ambos os lingotes de metal foram fáceis de quebrar. Como Bass et al. propuseram, um ferreiro poderia simplesmente quebrar um pedaço do lingote sempre que ele gostasse de uma nova moldagem.

## Proveniência

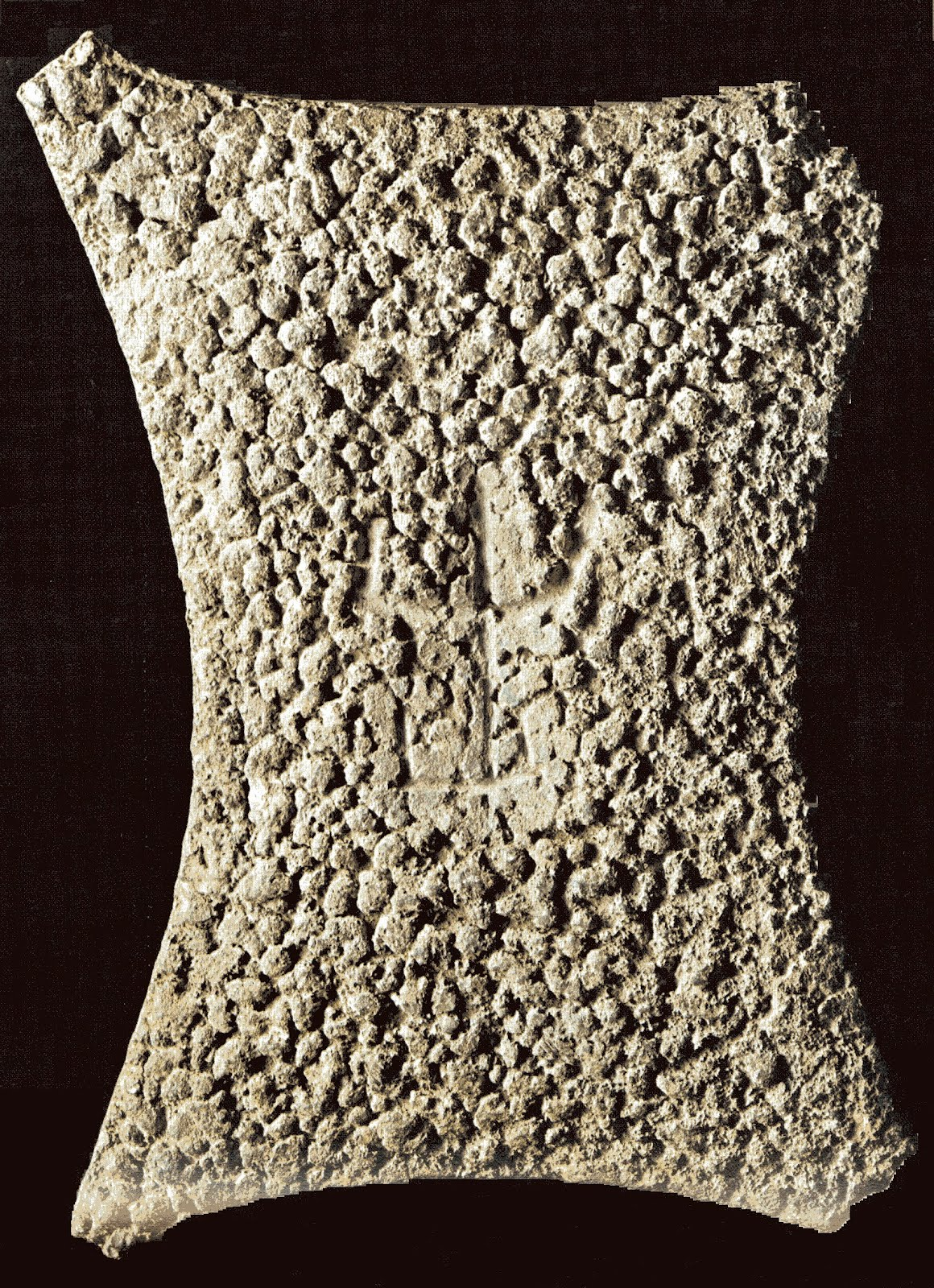
Lingote proveniente de Nuragus, na província de Cagliari, Itália

Controvérsia girava em torno da procedência dos lingotes couro de boi de cobre. Análise de isótopos de chumbo (AIC) sugere que os lingotes da Idade do Bronze Recente (que é, após 1 250 a.C.) são compostos por cobre cipriota, especialmente cobre da mina Apilki e seus arredores. Os lingotes de Gelidônia são consistentes com os minérios cipriotas enquanto os lingotes de Uluburum caem sobre a periferia isotópica cipriota. Por outro lado, lingotes encontrados em Creta do Minoano Recente I tem rácio de isótopos de chumbo paleozoico e são mais consistentes com fontes de minério no Afeganistão, Irã ou Ásia Central. A controvérsia se instala sobre a validade da AIC. Paul Budd argumenta que cobre da Idade do Bronze Recente é o produto de tamanha mistura e reciclagem que AIC, que funciona melhor para metais provenientes de um único depósito de minério, é inviável.
Alguns estudiosos temem que a data 1 250 a.C. é muito limitante. Eles notam que Chipre estava fundindo cobre em larga escala no início da Idade do Bronze Recente e tinha o potencial para exportar o metal para Creta e outros locais no momento. Outrossim, minério de cobre é mais abundante no Chipre que na Sardenha e muito mais abundante que em Creta. Arqueólogos descobriram numerosas exportações cipriotas para a Sardenha incluindo ferramentas de usinagem e objetos metálicos de prestígio.
Devido a forte corrosão de lingotes couro de boi de estanho e os dados limitados para conduzir os estudos isotópicos do estanho, a proveniência dos lingotes de estanho são incertas. O fato de que estudiosos tem sido incapazes de identificar depósitos de minério de estanho da Idade do Bronze agrava este problema.

## Moldes
Um molde para a fundição de um lingote couro de bronze foi descoberto no palácio de Ras Ibn Hani na Síria. É feito com grãos finos de "ramleh", calcário "cheio de conchas". Arqueólogos encontraram gotas de cobre queimados em todo o molde. Apesar da questionável durabilidade do calcário, Paul Craddock et al. concluíram que calcário pode ser usado para a fundição de formas simples grandes tais como os lingotes couro de boi. Liberação de dióxido de carbono do calcário danificaria a superfície do metal que tocava o molde, assim, os objetos metálicos que requerem detalhes na superfície não podem ser produzidos com sucesso. Isto não é dizer que os lingotes couro de boi eram geralmente fundidos em moldes de calcário. Usando um molde de argila experimental, Bass et al. afirmam que o lado liso do lingote estava em contato com o molde enquanto seu lado rugoso foi exposto à atmosfera. A rugosidade resulta da interação da atmosfera e do resfriamento do metal.

## Suportes de bronze
Na Idade do Bronze Recente, Chipre produziu numerosos suportes de bronze que mostravam um homem carregando um lingote couro de boi. Os suportes foram projetados para segurar vasos, e eles foram fundidos através do processo cera perdida. Os lingotes mostram a forma familiar das quatro alças salientes, e o homem segura-os sobre os ombros. Estes suportes cipriotas foram exportados para Creta e Sardenha, e ambas as ilhas criaram suportes similares em oficinas locais de bronze.